# Comuna Chițcani, Căușeni
Comuna Chițcani este o comună din raionul Căușeni, Republica Moldova. Este formată din satele Chițcani (sat-reședință), Merenești și Zahorna. Comuna se află sub controlul autorităților transnistrene.